# Sziklasügérek
A sziklasügérek vagy zászlóssügérek (Anthias) a sugarasúszójú halak (Actinopterygii) osztályának sügéralakúak (Perciformes) rendjébe, ezen belül a fűrészfogú sügérfélék (Serranidae) családjába tartozó nem.

## Előfordulásuk
A sziklasügérek főleg az Atlanti-óceán partjai mentén levő korallzátonyokon fordulnak elő. De egyes fajok, még megtalálhatóak a Földközi-tengerben és a Mexikói-öbölben is. Az Anthias noeli viszont a Csendes-óceánban levő Galápagos-szigetek egyik endemikus halfaja. A sziklasügérek állománya nem tűnik veszélyeztetettnek. A hatalmas korallzátony-felületek további pusztítása és a tenger szennyezése azonban fenyegeti az állatok jövőjét.

## Megjelenésük
Az állatok hossza fajtól függően 6,1-29 centiméter között van. Testtömegük is fajtól függően különböző, azaz 28-50 gramm közötti. Testük hosszúkás, és a halak kecsesen mozognak a vízben. A hímek élénk, gyakran kék, piros vagy sárga színűek skarlátvörös vagy narancsszínű mintákkal. Fejük kerek. Szemük közepes nagyságú, szájuk nagy és fogaik hegyesek; egyes fajok esetében a nyelven kis foltokban, fogcsomók ülnek. A halaknak hosszú hátúszójuk van, amit a hím udvarláskor fel tud merevíteni. A kifejlett halak hátán meghosszabbodott, tüskévé módosult úszósugarak is vannak. Farokúszóik mélyen bemetszettek, és széleinek színezete gyakran elüt a test színétől.

## Életmódjuk
A legtöbb faj nagy rajokat alkot; mások kevésbé társas lények, kis csoportokban élnek sziklák és korallszirtek kiszögellései alatt. Kizárólag trópusi és szubtrópusi halak. Táplálékuk zooplankton, parányi tengeri gerinctelenek, rákok és halak. Sokuk 200-460 méteres mélységben lelhető fel.

## Szaporodásuk
Minden sziklasügér nőstényként kezdi az életet, de ha egy csoportban a hím elpusztul, helyét a legidősebb nőstény veszi át, átalakulva hímnek. Az ívási időszak egész nyáron át tart; pontos ideje a mindenkori élőhelytől függ. Az ikrák száma elérheti a néhány ezret.

## Rendszerezés
A nembe az alábbi 8 faj tartozik:
- szent sügér (Anthias anthias) (Linnaeus, 1758)
- Anthias asperilinguis Günther, 1859
- Anthias cyprinoides (Katayama & Amaoka, 1986)
- Anthias helenensis Katayama & Amaoka, 1986
- Anthias menezesi Anderson & Heemstra, 1980
- Anthias nicholsi Firth, 1933
- Anthias noeli Anderson & Baldwin, 2000
- Anthias woodsi Anderson & Heemstra, 1980